# Saint-Martin-de-la-Mer
Saint-Martin-de-la-Mer is een gemeente in het Franse departement Côte-d'Or (regio Bourgogne-Franche-Comté) en telt 286 inwoners (1999). De plaats maakt deel uit van het arrondissement Beaune.

## Geografie
De oppervlakte van Saint-Martin-de-la-Mer bedraagt 24,0 km², de bevolkingsdichtheid is 11,9 inwoners per km².
De onderstaande kaart toont de ligging van Saint-Martin-de-la-Mer met de belangrijkste infrastructuur en aangrenzende gemeenten.

## Demografie
Onderstaande figuur toont het verloop van het inwonertal (bron: INSEE-tellingen).